# Leitungsverschlüsselung
Unter Leitungsverschlüsselung, Transportverschlüsselung oder Punkt-zu-Punkt-Verschlüsselung versteht man die Verschlüsselung der Netzwerkverbindung zwischen zwei Geräten in einem Rechnernetz. Dies bietet Sicherheit vor einem Abhören der Datenleitungen, jedoch haben bei einer Hintereinanderschaltung von verschlüsselten Leitungen alle Zwischenstationen auf dem Weg zwischen zwei Endgeräten Zugang zum Klartext der Nachricht.
Das Gegenstück zur Leitungsverschlüsselung ist die Ende-zu-Ende-Verschlüsselung, bei der eine Nachricht von den Endgeräten ver- und entschlüsselt wird und so auch vor Mithören durch Zwischenstationen auf dem Übertragungsweg geschützt ist.
Nach der Enthüllung der NSA-Abhöraffäre durch Edward Snowden im Jahr 2013 hat die Verbreitung von Transportverschlüsselung zugenommen; zehn Jahre später war unverschlüsselter Verkehr eine Seltenheit.